# Lungarno Anna Maria Luisa de' Medici
Il lungarno Anna Maria Luisa de' Medici a Firenze è quel tratto di strada che costeggia il fiume Arno, iniziando da piazza dei Giudici (quale prosecuzione del lungarno Generale Diaz) al lungarno degli Archibusieri, all'altezza di via dei Georgofili. Tramite le grandi arcate del Verone si apre sul piazzale degli Uffizi.

## Storia e descrizione
La denominazione attuale (la precedente rendeva il tratto porzione del lungarno Generale Diaz) fu decretata il 17 settembre 1940, in omaggio e gratitudine nei confronti di Anna Maria Luisa de' Medici, Elettrice Palatina e ultima discendente della famiglia, morta nel 1743, che con il suo 'patto di famiglia' del 1739 legò in perpetuo le collezioni d'arte dei Medici alla città di Firenze, permettendo poi la nascita dei celebri musei fiorentini, come gli stessi Uffizi.
Il lungarno si apre come una sorta di terrazza sull'Arno in corrispondenza del Verone della Galleria degli Uffizi, nelle cui nicchie si trovano le statue di Francesco Ferrucci (di Pasquale Romanelli, 1847), Giovanni delle Bande Nere (di Temistocle Guerrazzi, 1856), Pier Capponi (di Torello Bacci, 1844) e di Farinata degli Uberti (di Francesco Pozzi, 1844, firmata "F° POZZI S.").
Vi si trova inoltre lingresso alla sede della Società Canottieri Firenze, che è direttamente sulla sottostante riva d'Arno.

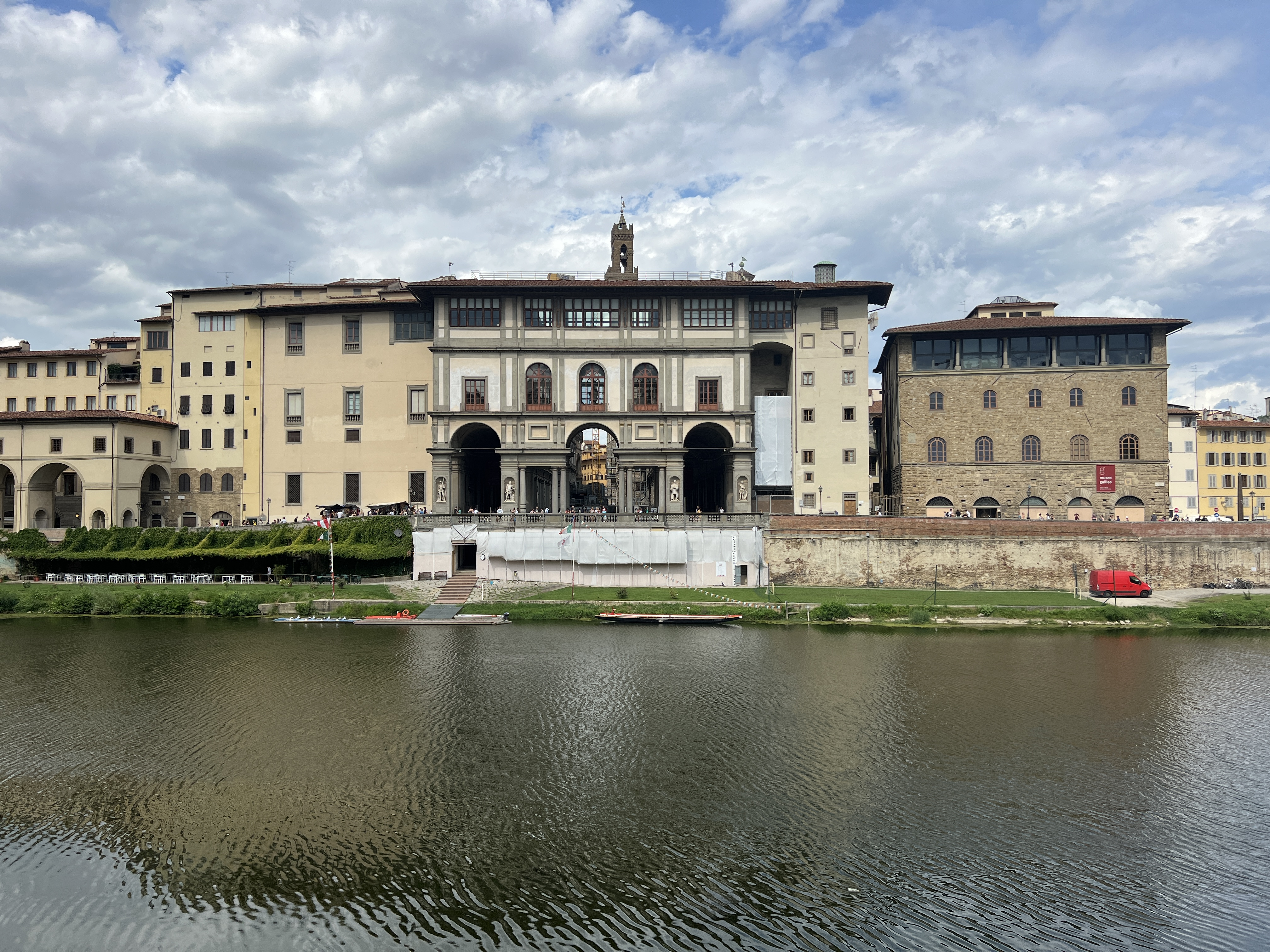
Il Lungarno Anna Maria Luisa de' Medici e il lungarno degli Archibusieri visti dall'Arno
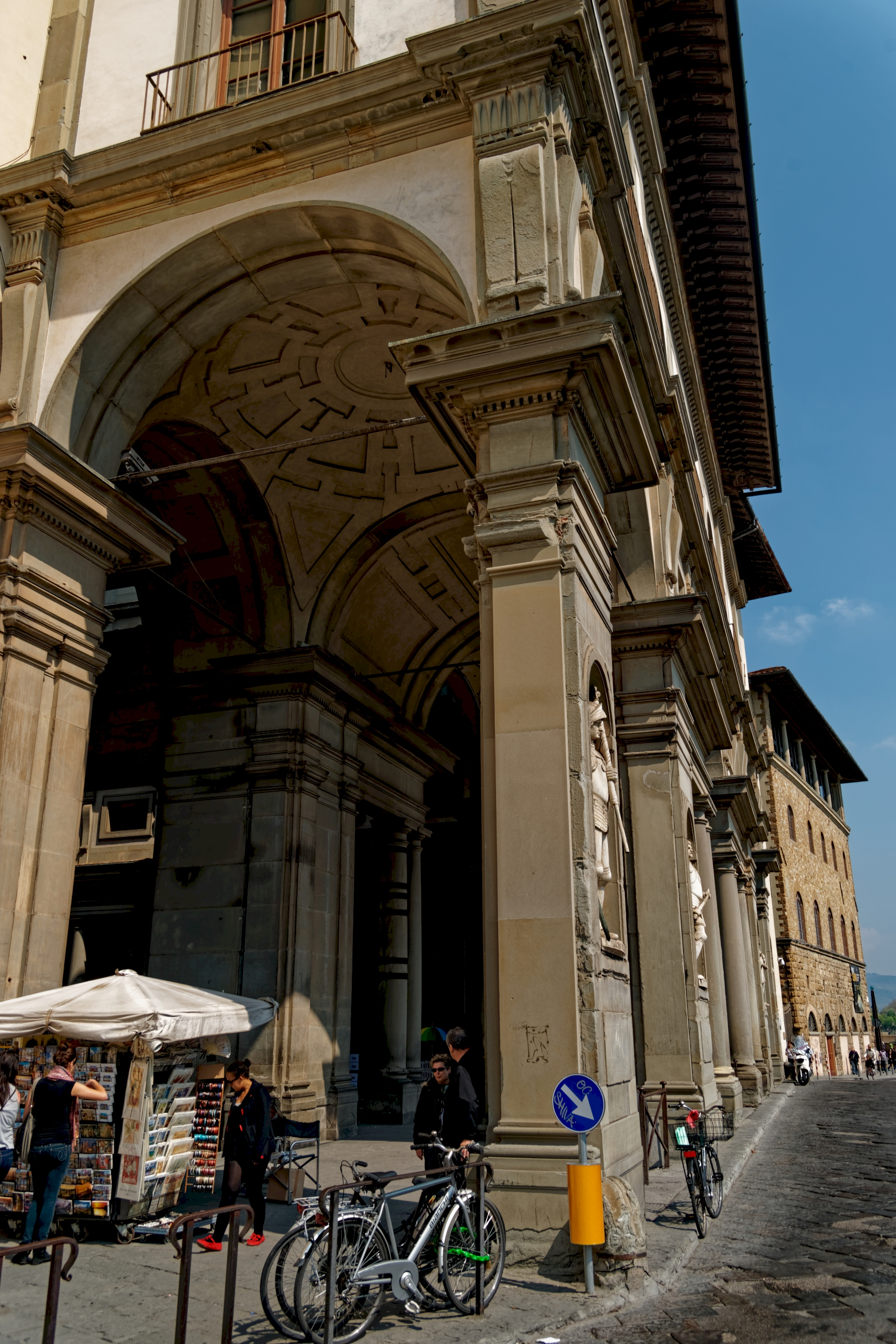
Le arcate del Verone degli Uffizi
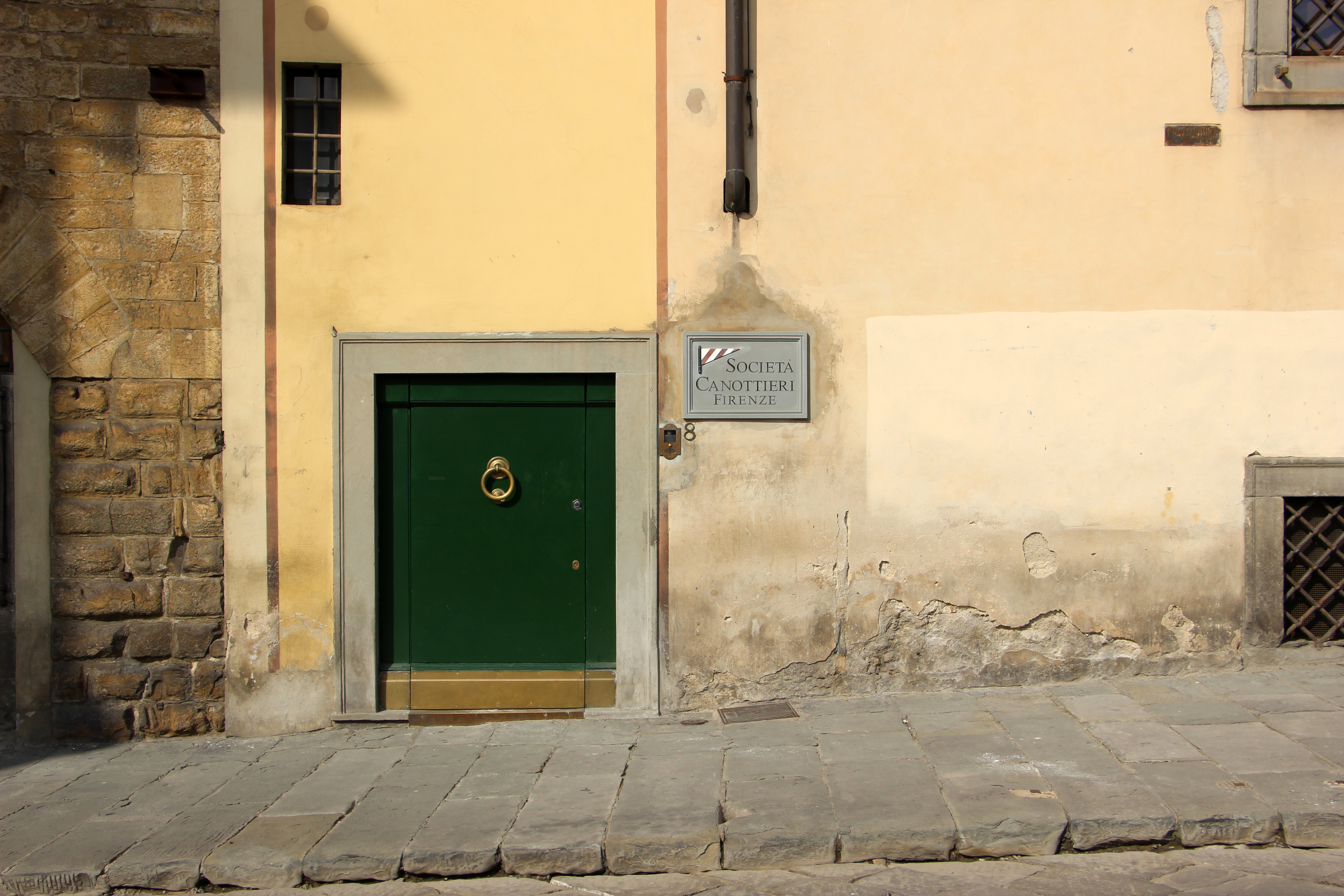
Ingresso del Circolo Canottieri
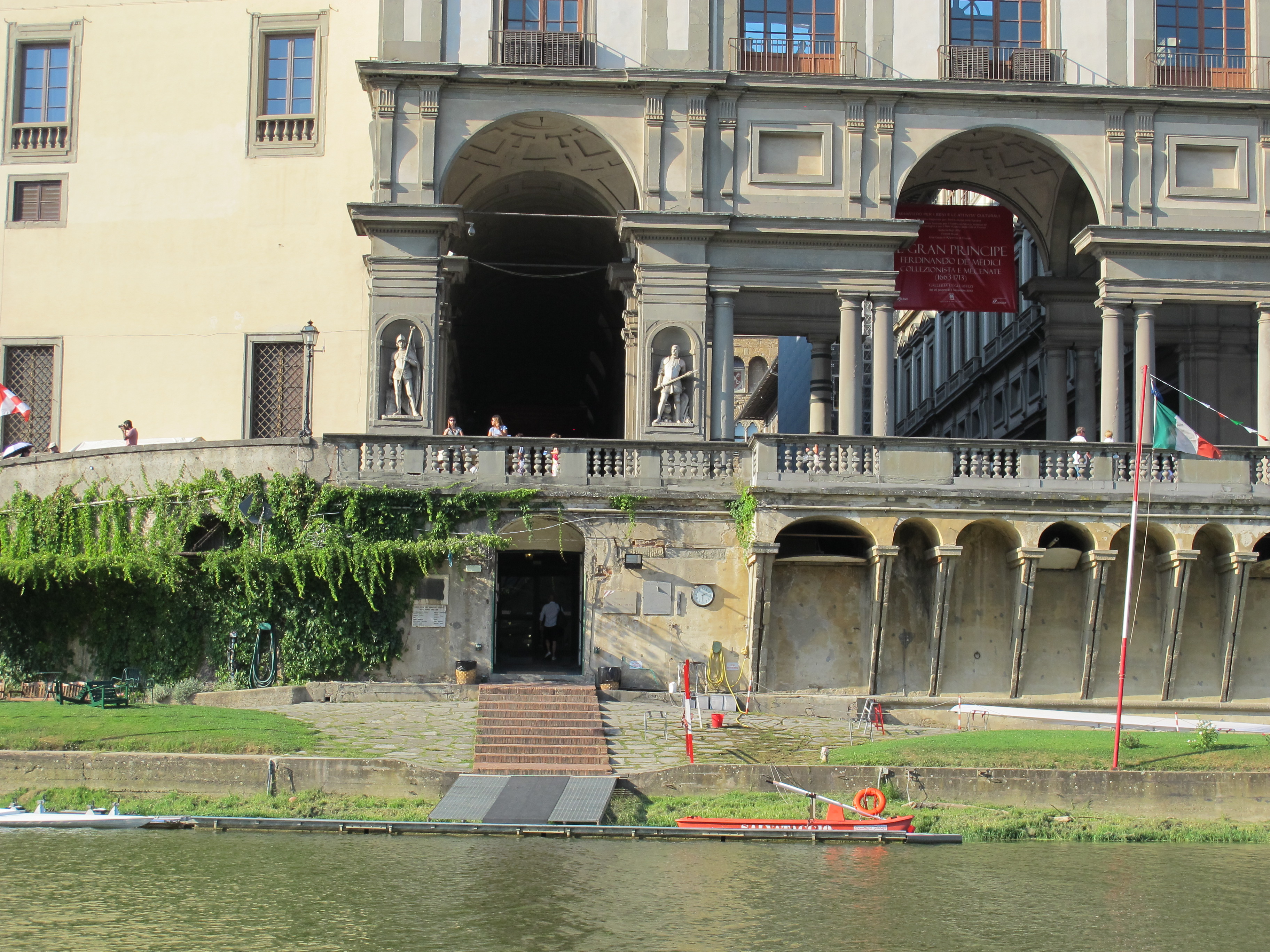
Il Circolo dei Canottieri
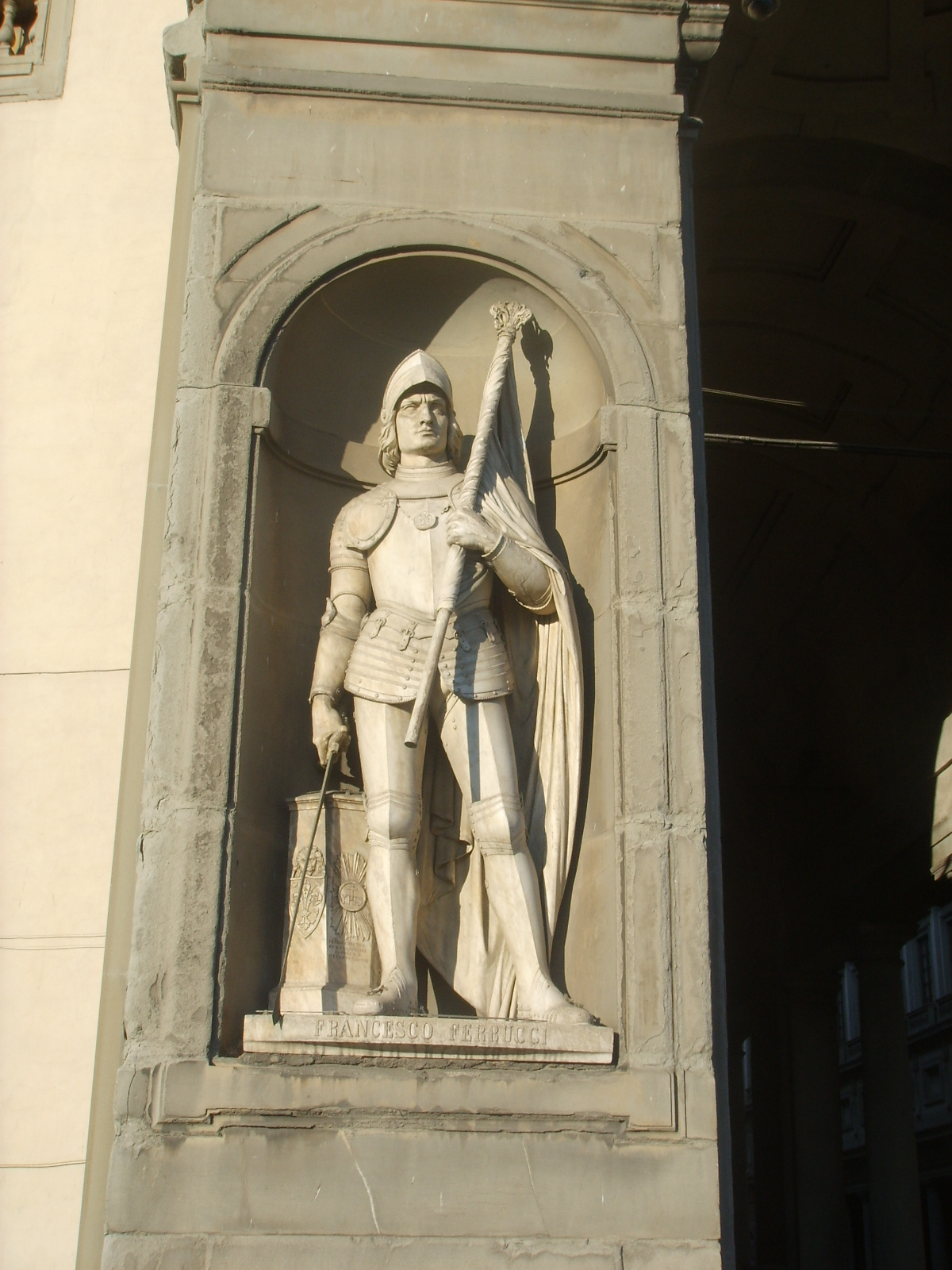
Francesco Ferrucci
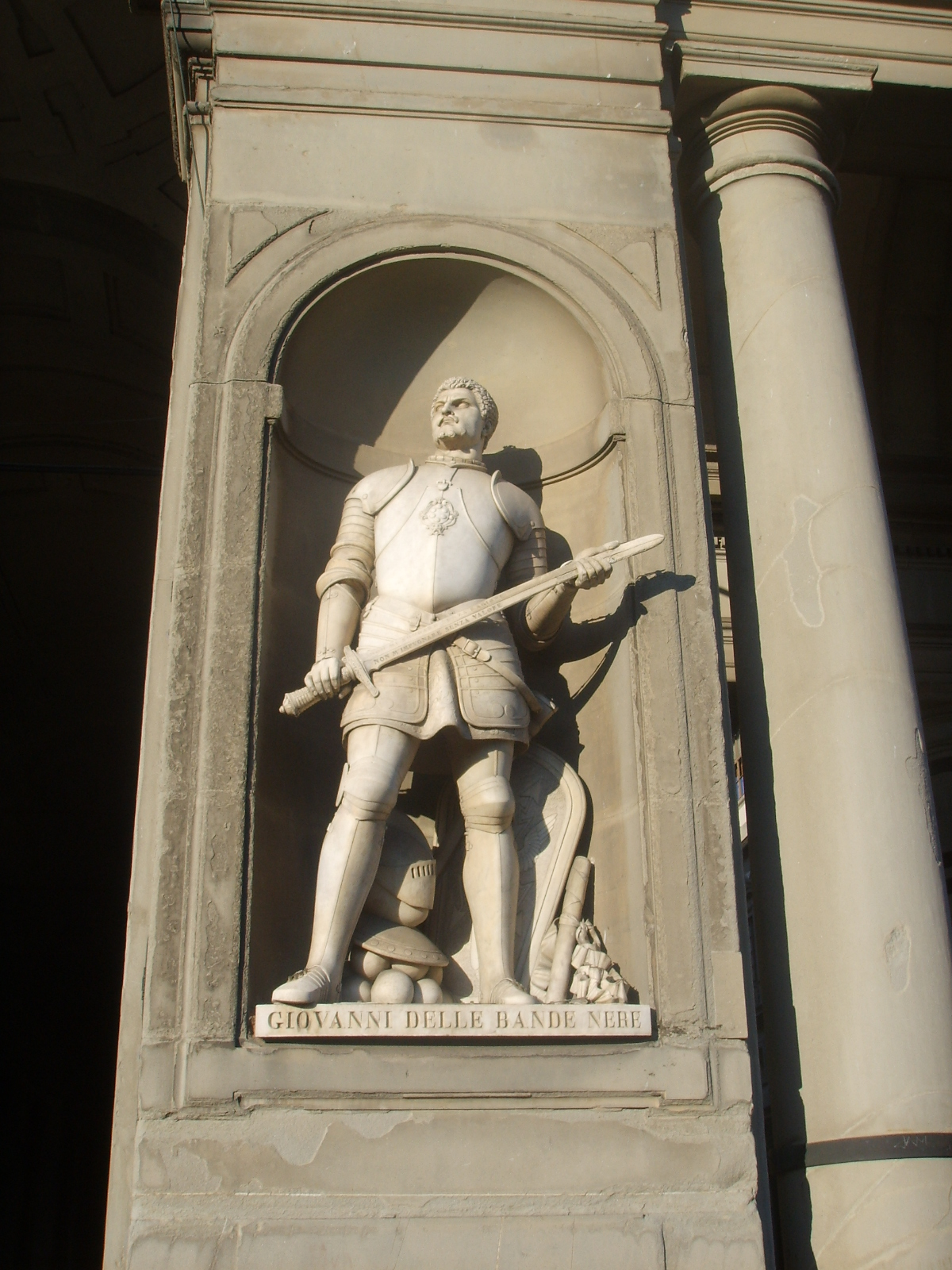
Giovanni delle Bande Nere
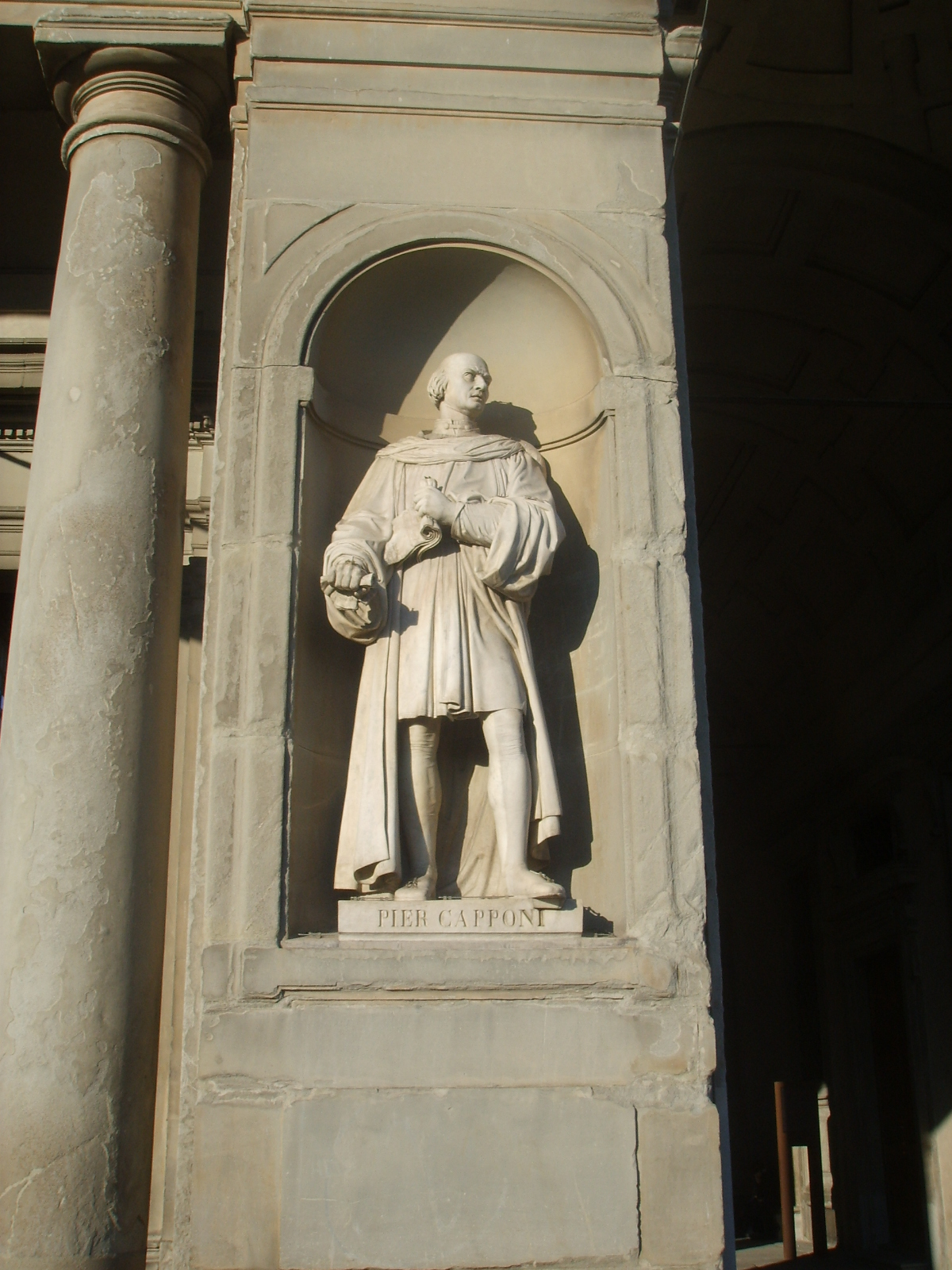
Pier Capponi
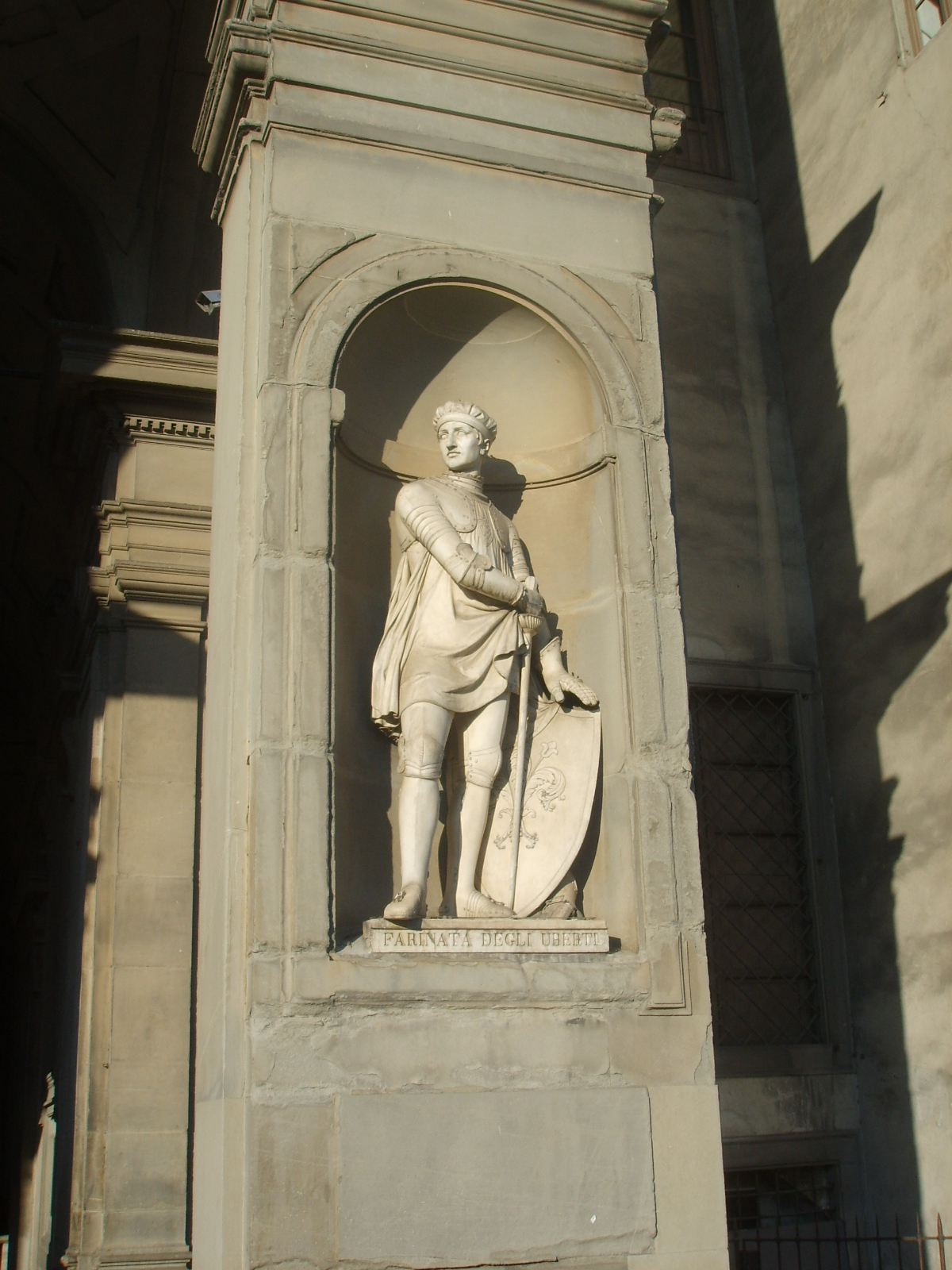
Farinata degli Uberti

### Lapidi
Sulla terrazza davanti agli Uffizi, ai lati, si trovano due coppie di lapidi che ricordano i restauri della balconata nel 1885 e nel 1991.

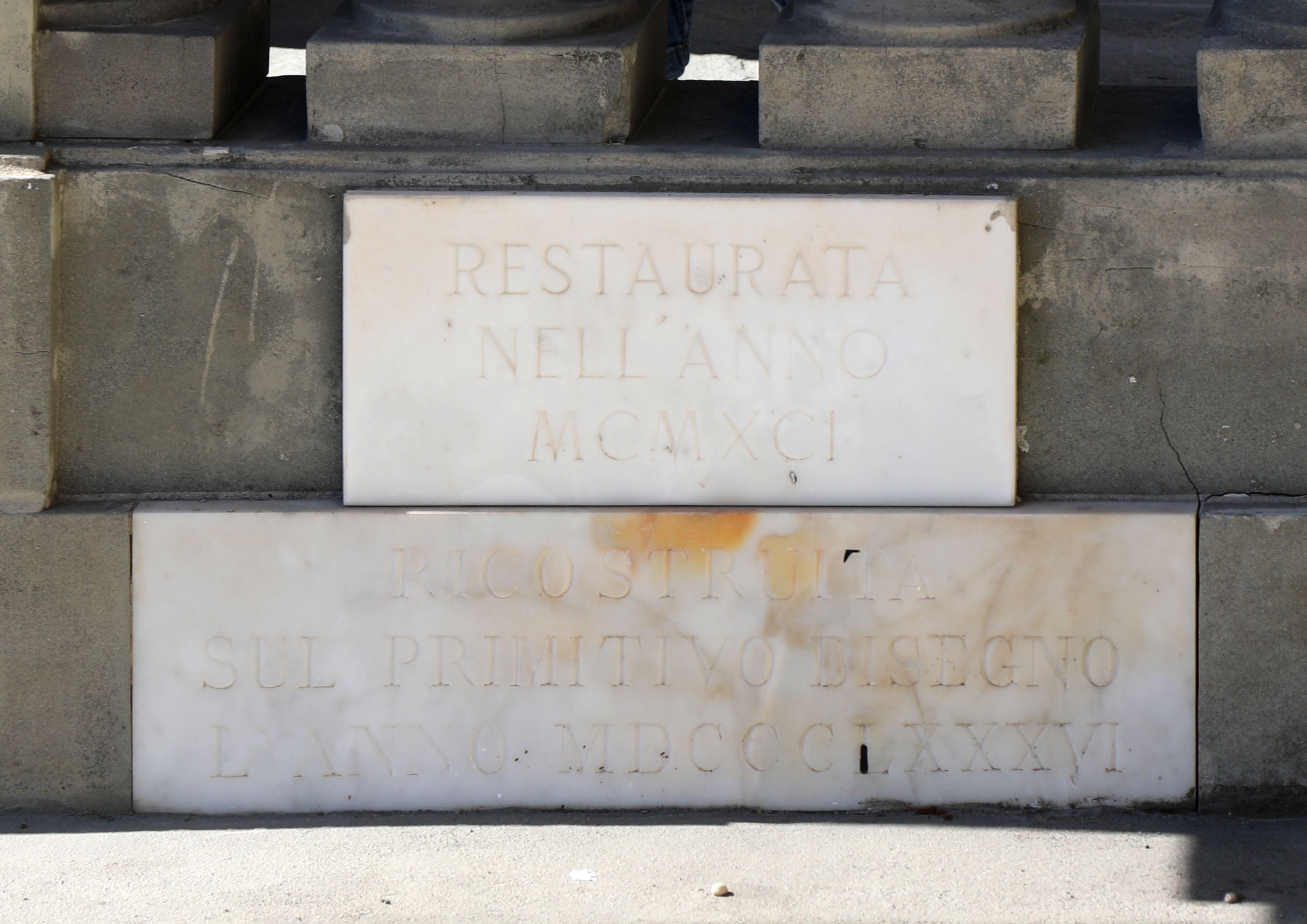
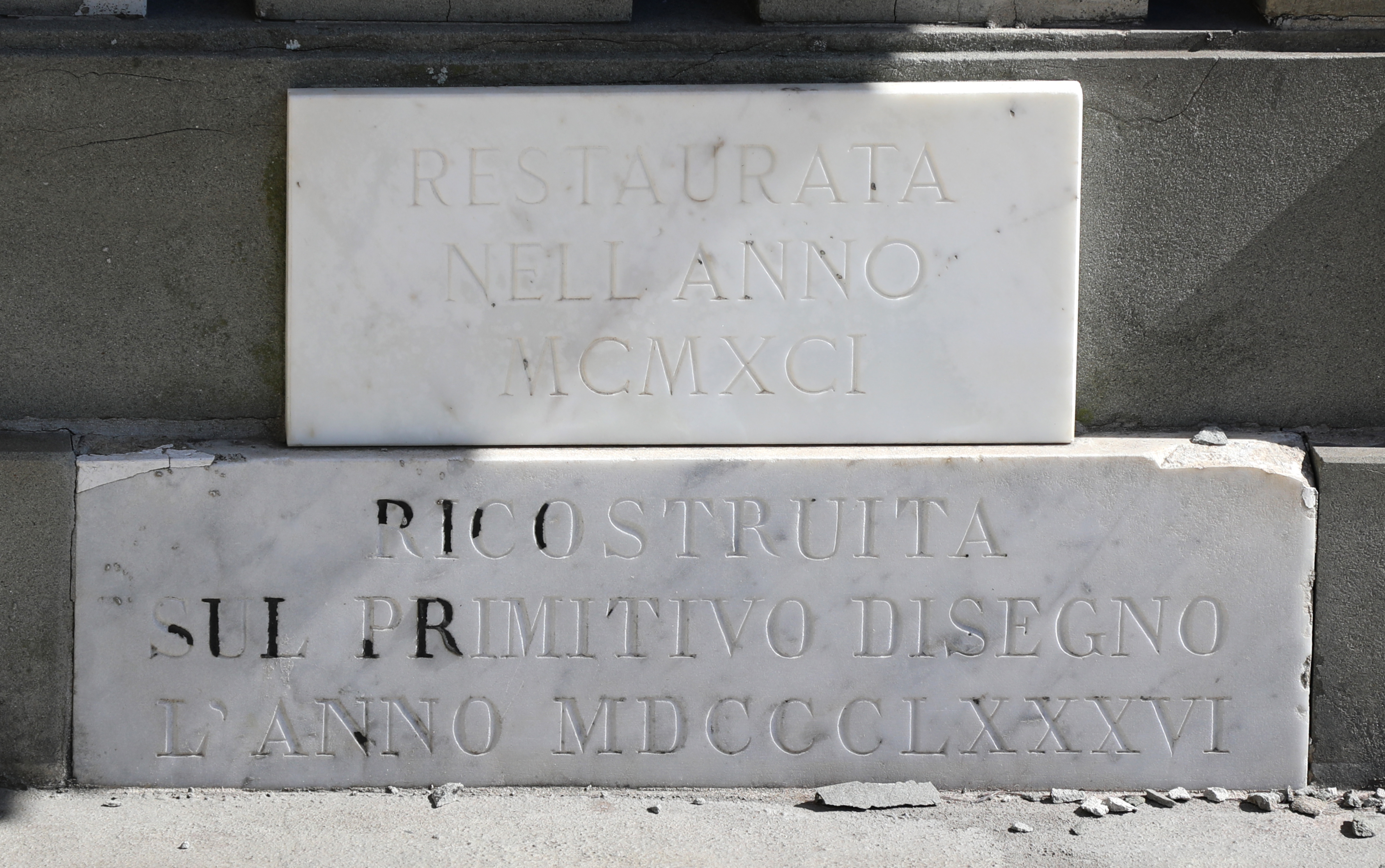